# Leptostylus hilaris
Leptostylus hilaris es una especie de escarabajo longicornio del género Leptostylus, categorizada en la tribu Acanthocinini, de la subfamilia Lamiinae. Fue descrita por Bates en 1872.

## Descripción
Mide 12,72 mm de longitud.

## Distribución
Se distribuye por Costa Rica, Guatemala, Honduras, México, Nicaragua y Panamá.